# ژوزه دووال
ژوزه دووال (انگلیسی: Jose Duval) بازیگر پورنوگرافی اهل بلژیک است.